# Julije Meissner
Julije Meissner (Zagreb 1906. – Zürich 1979.) akademski slikar, glavni crtač i ilustrator Hrvatske enciklopedije.

## Životopis
Slikar Julije Meissner studirao je na zagrebačkoj akademiji, a potom u Münchenu i Parizu. Godine 1927. vraća se u Zagreb gdje je bio glavni crtač i ilustrator Hrvatske enciklopedije. Azil u Švicarskoj dobiva 1957. i tu ostaje do svoje smrti. U početku blizak Van Goghu, Matissu, slika figuralne komponzicije, portrete, krajolike, vedute Zagreba, postižući potpuni sklad boje i crteža (Žena u fotelji, Zagreb noću, Portret slikara Hermana, Portret Antuna Bauera, Autoportret), krajem četrdestih godina približava se nadrealizmu i Chagallu te razvija svijet snova oživljen figurama. Boja je u svim fazama osnovni element njegova slikarstva. Od početka pedesetih godina radi apstraktne slike i crteže. Stvara jednostavne i uravnotežene ritmičke cjeline skladnih boja i linija (Ravnoteža u crvenom, Transcendencija, Meditacija). Izlagao je u Arbonu (1956.), Lausanni (1958.) i Zürichu (1960., 1966. i 1970.). Živio je i radio kao učitelj crtanja u Zürichu.